# Anta Gorda
Anta Gorda är en kommun i Brasilien.   Den ligger i delstaten Rio Grande do Sul, i den södra delen av landet, 1 500 km söder om huvudstaden Brasília. Antalet invånare är 6 073.
I omgivningarna runt Anta Gorda växer huvudsakligen savannskog. Runt Anta Gorda är det ganska glesbefolkat, med 24 invånare per kvadratkilometer.